# Felipe Rose
 (décembre 2017).
Si vous disposez d'ouvrages ou d'articles de référence ou si vous connaissez des sites web de qualité traitant du thème abordé ici, merci de compléter l'article en donnant les références utiles à sa vérifiabilité et en les liant à la section « Notes et références ».
Felipe Rose, né le 12 janvier 1954 à New York, est un chanteur américain issu des peuples autochtones des nations Lakota-Sioux des États-Unis. 
Il est principalement connu pour être l'autochtone au sein du groupe disco Village People.

## Biographie
Felipe Ortiz Rose est né à New York d'un père lakotas-sioux et d'une mère portoricaine. Il passe sa jeunesse à Brooklyn ou il se découvre un certain intérêt pour les arts. Sa mère avait été danseuse pour le Copacabana pendant les années 1940 et 1950 ce qui fut pour lui une grande source d'inspiration. À 16 ans, en 1970, il obtient une bourse pour pouvoir étudier la danse dans le ballet de Porto Rico sous la direction de Pascal Guzman et participa à un récital de danse-théâtre de Julia de Burgos au Lincoln Center for the Performing Arts de la compagnie de ballet. Le New York Post qualifie d'ailleurs sa performance de « poignante et irrésistible ».

### Les Village People
Rapidement, Rose s'est orienté vers le monde de la nuit et s'intéressa à la scène notamment en discothèques en même temps que sa tante qui lui présenta de nombreuses personnes et lui recommanda d'honorer la mémoire de son père en s'habillant dans des tenues reprenant les codes des peuples Lakota-sioux . Rose travaillait alors à cette époque comme danseur et barman dans la discothèque gay The Anvil à New York, où il se produisait habillé en Lakota-sioux. C'est ainsi qu'il fit la rencontre du producteur Jacques Morali et le producteur exécutif Henri Belolo. Il deviendra la première recrue des Village People. 
Jacques et Henri étaient fascinés par son costume Lakota-sioux, c'est probablement ainsi qu'ils imaginèrent un groupe où chaque individu porterait un uniforme différent, leur permettant également d'afficher une personnalité différente. Pendant que les deux Français s'occupaient de recruter les autres membres, Rose fut envoyé à Paris où il chorégraphia un numéro de danse lakotas-sioux pour le Crazy Horse. Lorsqu'il retourna aux États-Unis, ce dernier suggéra que les autres membres portent des uniformes représentant les différentes institutions américaines.
L'année 1977 fut celle du premier succès du groupe avec San Francisco même si celle-ci ne fut populaire qu'au Royaume-Uni. Le succès mondial arriva l'année suivante avec la très célèbre YMCA et Macho Man (1978).
Dans les années 1980, Rose chanta également pour le maître de musique latine Tito Puente et joua également dans une production régionale de West Side Story. En 1996 il participa à la création du groupe Tomahawk, une compagnie de divertissement qui s'occupait des sorties et des chansons du groupe ainsi que certains de ces engagements. Rose fut aussi le producteur de nombreux artistes.

## Carrière solo
C'est en 2000 que le chanteur commença à s'occuper de sa carrière solo et son single Trails of Tears fut nommé pour trois NAMMY Awards pour le meilleur enregistrement historique.
En 2002, il déménage à Richmond en Virginie qu'il décrit comme « la prochaine ville du sud en pleine ascension ». En 2005, Rose fait don du disque d'or reçu pour YMCA au National Museum of the American Indian à Washington DC.
Il fit également quelques apparitions au cinéma dans notamment Can't Stop the Music (1980), The Best of Village People (1983) et Feathers and Leathers: The Story of the Village People (1999) et participa à un documentaire sur les Village People E! True Hollywood Story (2000).